# اوپن‌اس‌ال ای‌اس
اوپن‌اس‌ال ای‌اس (انگلیسی: OpenSL ES) یک رابط برنامه‌نویسی رایگان، چندسکویی و به‌صورت سخت‌افزاری شتاب‌داده شدهٔ زبان C است.